# Chaitophorus nigrae
Chaitophorus nigrae är en insektsart som beskrevs av Oestlund 1886. Chaitophorus nigrae ingår i släktet Chaitophorus och familjen långrörsbladlöss. Inga underarter finns listade i Catalogue of Life.